# 월자 부담
부담(夫譚, 기원전 600년 ~ 기원전 538년)은 중국 춘추 전국 시대 월나라의 제33대 군주이다.

## 생애
기원전 565년에 흩어져 있던 월족 군사를 다시 규합하여 월나라 군주로 등극하였고 이후 기원전 538년에 붕어한 그는 월왕 윤상(越王 允常)의 부왕이며 월왕 구천(越王 句踐)의 친조부이다.
기원전 545년에 적출 차남 윤상을 후계공(後繼公)으로 책봉하였으며 7년 후 기원전 538년 아들 윤상공에게 보위를 선위하고 사흘 지난 뒤 붕어하였다.

## 직계 친척 관계
- 적손자: 구천
- 서손녀: 등각공주